# Spasalus kaupi
Spasalus kaupi là một loài bọ cánh cứng trong họ Passalidae. Loài này được Boucher miêu tả khoa học năm 2004.